# Svijet kvalitete
Svijet kvalitete je naziv internetskog portala koji objavljuje članke iz područja kvalitete. Portal je informativno edukativnog karaktera, ćlanci se objavljuju na tjednoj osnovi. Počeo je s radom u lipnju 2012. godine. Na portalu se objedinjuju teme vezane za kvalitetu. Obuhvaća teme koje se odnose na kvalitetu prvenstveno u Hrvatskoj, ali i u susjednoj Bosni i Hercegovini i Sloveniji. Na portalu tekstove pišu urednici i autori koji su završili studije upravljanja kvalitetom i imaju dugogodišnje iskustvo u radu iz područja upravljanja kvalitetom.
Na portalu se objavljuju članci iz područja infrastrukture kvalitete kao što su članci o normizaciji, akreditaciji, mjeriteljstvu. Objavljuju se članci iz područja ocjenjivanja sukladnosti kao što su članci o ispitivanju, umjeravanju, inspekciji i certifikaciji. Objavljuju se i članci iz raznih sektora kvalitete kao što su graditeljstvo, okoliš, prehrana, medicina, nafta, industrija.
Na portalu se redovno objavljuju najave događanja, seminara i konferencija. Mogu se pronaći podaci o certifikacijskim kućama, konzultantskim kućama, fakultetima koji održavaju kolegije upravljanje kvalitetom. Također se objavljuju članci o literaturi vezanoj za područje kvalitete, članci o knjigama, časopisima, glasilima i radovima.

## Vanjske poveznice
- www.svijet-kvalitete.com